# John Rosengrant
John Rosengrant (* im 20. Jahrhundert) ist ein Make-up- und Spezialeffektkünstler, der 2012 für Real Steel für den Oscar in der Kategorie Beste visuelle Effekte nominiert wurde. 

## Leben
Er studierte an der Louisiana State University bildende Kunst. Danach zog er nach Kalifornien, wo er ab 1983 für Stan Winston, einem Experten für Spezialeffekte und Make-up-Design, bei den Stan Winston Studios arbeitete. Im Jahr 1984 arbeitete er bei seinem ersten Spielfilm Der Terminator an den Spezialeffekten des Terminators. In den folgenden Jahren folgten Filme wie Predator, Interview mit einem Vampir, Sixth Sense und Terminator 3 – Rebellion der Maschinen. 
Nach dem Tod von Stan Winston im Jahr 2008 gründete er mit drei anderen langjährigen Mitarbeitern des Unternehmens, Lindsay MacGowan, J. Alan Scott und Shane Mahan das Studio Legacy Effects. Dort wirkte er in den folgenden Jahren als Studiokoordinator an Filmen wie Die Tribute von Panem – The Hunger Games, Avatar – Aufbruch nach Pandora und Iron Man 2 mit. 2012 wurde er zusammen mit Erik Nash, Dan Taylor und Swen Gillberg für Real Steel für den Oscar in der Kategorie Beste visuelle Effekte nominiert.

## Filmografie
- 1984: Der Terminator (The Terminator)
- 1986: Aliens – Die Rückkehr (Aliens)
- 1986: Unglaubliche Geschichten (Fernsehserie, eine Folge)
- 1986: Vindicator (The Vindicator)
- 1987: Predator
- 1987: Monster Busters (The Monster Squad)
- 1988: Spacecop L.A. 1991 (Alien Nation)
- 1989: Leviathan
- 1991: Terminator 2 – Tag der Abrechnung (Terminator 2: Judgment Day)
- 1994: Interview mit einem Vampir (Interview with the Vampire: The Vampire Chronicles)
- 1995: Congo
- 1996: Der Geist und die Dunkelheit (The Ghost and the Darkness)
- 1997: Vergessene Welt: Jurassic Park (The Lost World: Jurassic Park)
- 1998: Small Soldiers
- 1998: Paulie – Ein Plappermaul macht seinen Weg (Paulie)
- 1999: End of Days – Nacht ohne Morgen (End of Days)
- 1999: Galaxy Quest – Planlos durchs Weltall (Galaxy Quest)
- 1999: Instinkt (Instinct)
- 1999: The Sixth Sense
- 2000: Lost Souls – Verlorene Seelen (Lost Souls)
- 2001: Jurassic Park III
- 2001: Pearl Harbor
- 2003: Terminator 3 – Rebellion der Maschinen (Terminator 3: Rise of the Machines)
- 2005: Constantine
- 2006: Skinwalkers
- 2008: Indiana Jones und das Königreich des Kristallschädels (Indiana Jones and the Kingdom of the Crystal Skull)
- 2008: Iron Man
- 2009: Avatar – Aufbruch nach Pandora (Avatar)
- 2010: Iron Man 2
- 2011: Breaking Dawn – Biss zum Ende der Nacht, Teil 1 (The Twilight Saga: Breaking Dawn - Part 1)
- 2011: Cowboys & Aliens
- 2011: Die Muppets (The Muppets)
- 2011: Ich bin Nummer Vier (I Am Number Four)
- 2011: Real Steel
- 2012: Breaking Dawn – Biss zum Ende der Nacht, Teil 2 (The Twilight Saga: Breaking Dawn – Part 2)
- 2012: Das Bourne Vermächtnis (The Bourne Legacy)
- 2012: Die Tribute von Panem – The Hunger Games (The Hunger Games)
- 2012: John Carter – Zwischen zwei Welten (John Carter)
- 2012: Life of Pi: Schiffbruch mit Tiger (Life of Pi)
- 2012: Marvel’s The Avengers (The Avengers)
- 2012: Snow White and the Huntsman
- 2012: The Amazing Spider-Man (The Amazing Spider-Man in 3D)
- 2012: The Watch – Nachbarn der 3. Art (The Watch)
- 2012: Total Recall